# Марк Гавий Сквила Галикан (консул 127 г.)
Вижте пояснителната страница за други личности с името Галикан.
Марк Гавий Сквила Галикан (на латински: Marcus Gavius Squilla Gallicanus) е политик и сенатор на Римската империя през 2 век.
Марк Гавий произлиза от Верона и е баща на Марк Гавий Сквила Галикан, (консул 150 г.).
През 127 г. Марк Гавий става консул заедно с Тит Атилий Руф Тициан.